# Gloeocystidiellum kenyense
Gloeocystidiellum kenyense är en svampart som beskrevs av Hjortstam 1987. Gloeocystidiellum kenyense ingår i släktet Gloeocystidiellum och familjen Stereaceae.   Inga underarter finns listade i Catalogue of Life.